# Langoat
Langoat település Franciaországban, Côtes-d’Armor megyében. Lakosainak száma 1161 fő (2022. január 1.). Langoat Berhet, Cavan, Coatréven, Lanmérin, Mantallot, Minihy-Tréguier, Quemperven és La Roche-Jaudy községekkel határos.

## Népesség
A település népességének változása:
| Lakosok száma | 1062 | 894  | 942  | 1148 | 1140 | 1161 | 1154 | 1133 | 1139 | 1161 |
|               | 1968 | 1982 | 1990 | 2006 | 2013 | 2015 | 2017 | 2019 | 2020 | 2022 |